# Feliciano López
Feliciano López Diaz-Guerra, född 20 september 1981 i Toledo, Spanien, är en professionell vänsterhänt spansk tennisspelare.

## Biografi
Som tvååring flyttade López och hans familj till exklaven Melilla i norra Marocko. Han levde ett normalt liv där, innan López, då han blev fem år, fick han en tennisracket i present av sina föräldrar. López och hans bror, Victor började lära sig spela tennis från sin far, Feliciano. Efter massor med träning började López så småningom visa skicklighet i tennis. López var då inte bara bra i tennis, utan även i andra sporter, simning och fotboll.
Mellan fem och åtta år började López spela dessa sporter som heldagsaktiviteter, men på grund av en stressig schema valde López att ge upp i simning, trots sin beundran, och istället spela tennis, vilket var sporten som López gillade bäst.

## Karriär
López inledde sin tenniskarriär i Melilla i lokal turneringar, där han vann en ungdomsturnering i tennis under tolv år. Samma år spelade López för första gången i de spanska tennismästerskapen på tennisklubben Dunaflor Tennis Club, där han visade bra erfarenheter, trots ung. Följande år deltog López än en gång i spanska tennismästerskapen, då arrangerad i Murcia, där han förlorade kvartsfinalen mot Juan Carlos Ferrero, som var favorit i turneringen.
När López var tolv år flyttade hans familj till Madrid, där han började träna i Madrid Tennis Federation, tillsammans med Victor. Det gick bra för López, där han vann tre internationella turneringar i den unga kategorin.